# 島松仲町
島松仲町（しままつなかまち）は北海道恵庭市の地名。郵便番号は061-1352。人口は635人、世帯数は334世帯。

## 地理
島松仲町はJR千歳線の東側に位置している地域で、北海道道369号島松停車場線と中恵庭通が通っている。

## 歴史

### 沿革
- 1962年（昭和37年）4月4日 - 島松町の一部から島松仲町に町名変更[4][5]。
- 1965年（昭和40年）- 島松町の一部・字西島松の一部を編入[4]。
- 1966年（昭和41年）- 島松町の一部を編入[4]。
- 2000年（平成12年）10月2日 - 島松仲町1 - 3丁目に住居表示変更[6]。

### 町名の変遷
町名の変遷は以下の通り。
| 実施内容 | 実施年月日   | 実施前 | 実施後   |
| -------- | ------------ | ------ | -------- |
| 町名変更 | 1962年4月4日 | 島松町 | 島松仲町 |

## 人口と世帯数
2023年9月30日現在の人口と世帯数は以下の通り。
| 町・丁        | 人口  | 世帯    |
| ------------- | ----- | ------- |
| 島松仲町1丁目 | 244人 | 130世帯 |
| 島松仲町2丁目 | 228人 | 119世帯 |
| 島松仲町3丁目 | 163人 | 85世帯  |
| 計            | 635人 | 334世帯 |

### 人口の変遷
国勢調査による人口数の推移。
| 1995年（平成7年）  | 860人 | [ 7 ]  |  |
| 2000年（平成12年） | 828人 | [ 8 ]  |  |
| 2005年（平成17年） | 779人 | [ 9 ]  |  |
| 2010年（平成22年） | 711人 | [ 10 ] |  |
| 2015年（平成27年） | 681人 | [ 11 ] |  |
| 2020年（令和2年）  | 606人 | [ 12 ] |  |

### 世帯数の変遷
国勢調査による世帯数の推移。
| 1995年（平成7年）  | 349世帯 | [ 7 ]  |  |
| 2000年（平成12年） | 342世帯 | [ 8 ]  |  |
| 2005年（平成17年） | 317世帯 | [ 9 ]  |  |
| 2010年（平成22年） | 299世帯 | [ 10 ] |  |
| 2015年（平成27年） | 299世帯 | [ 11 ] |  |
| 2020年（令和2年）  | 280世帯 | [ 12 ] |  |

## 小・中学校の通学区
小・中学校の通学区は以下の通り。
| 町・丁   | 街区 | 小学校             | 中学校             |
| -------- | ---- | ------------------ | ------------------ |
| 島松仲町 | 全域 | 恵庭市立島松小学校 | 恵庭市立恵北中学校 |

## 交通

### 鉄道
- JR千歳線島松駅

### バス
- えにわコミュニティバス（ecoバス）[14]
  - 「JR島松駅」・「島松仲町」・「島松東町3丁目」停留所がある。

### 道路
- 一般道道
  - 北海道道369号島松停車場線[15]
- 都市計画道路
  - 3・4・118 中恵庭通[15]

## 施設
文化
- 夢創館（島松仲町1丁目）
- 恵庭市立図書館 島松分館（島松仲町1丁目）
- 恵庭市役所 島松支所（島松仲町2丁目）

公園
- なかまち公園（島松仲町2丁目）

福祉医療
- 尾形病院（島松仲町1丁目）

産業・商業
- 島松ハイヤー（島松仲町1丁目）
- JA道央 本店（島松仲町2丁目）